# سپیده عظیمی
سپیده عظیمی (زادهٔ ۲۷ آبان ۱۳۸۰ در فیروزآباد) بازیکن هندبال اهل ایران است. وی از ۱۱ سالگی فعالیت خود در رشته هندبال را آغاز کرده و ۱۶ سالگی وارد مسابقات رسمی شده است. عظیمی در تمامی تیم‌های رده‌های سنی هندبال زنان ایران سابقه بازی دارد و در حال حاضر عضو تیم ملی هندبال زنان ایران است. وی در مسابقات باشگاهی توانسته به عناوینی همچون خانم گلی رقابت‌ها، بهترین بازیکن مسابقات و پدیده بازی‌ها دست پیدا کند.
عظیمی سابقه بازی برای تیم‌های کربنات‌سدیم فیروزآباد، شهید شاملی کازرون و شهید چمران لارستان را در کارنامه خود دارد.